# 경녀!!!!!!!!
《경녀!!!!!!!!》(일본어: 競女!!!!!!!! 게이조[*])는 소라요미 다이치에 의해 만들어진 일본의 스포츠 만화다. 《주간 소년 선데이》(쇼가쿠칸)에서 2013년 34호부터 2017년 22·23 합병호까지 연재되었다. 가상의 여성 전용 스포츠에서 체조 선수가 가장 부유한 선수가 되는 내용을 다루고 있는데, 여기서 선수는 가슴과 엉덩이만을 사용하여 상대를 물리치거나 물 속으로 보낼 수 있다.
스토리 전개는 스포츠 만화의 포맷을 따르고 있지만, 등장인물들의 일상이나 경기중 등의 긴박한 씬에도, 수영복 차림의 가슴이나 엉덩이를 강조하는 성적 매력 씬이 충분히 담겨 있다. 또 캐릭터가 펼치는 기술은 작품 내에서는 시리어스한 공방을 펼치고 있음에도 불구하고 설정이나 연출이 너무 날아가기 때문에 개그밖에 보이지 않는 것이 많다. 저자 소라요미는 본작을 '엉덩이 만화'라고 칭하고 있다.

## 줄거리
가난한 고등학교 3학년의 카미나시 노조미는, 엉덩이나 가슴을 사용해 선수들이 랜드상에서의 떨어트리기 위하여 겨루는 공영 도박 경기 '경녀'의 세계를 알고, 일시천금을 노리는 경녀의 선수가 된다 것을 결의한다. 노조미는 세토우치 경녀 양성학교에 입학하고, 전 유도 선수 미야타 사야카를 비롯한 많은 개성적인 동료들과 함께 수많은 시련을 극복하고, 이윽고 프로의 경녀 선수로서 활약해 나간다.

## 등장인물

### 주요 인물
카미나시 노조미(神無 のぞみ)
성우 - Lynn
본작의 주인공. 효고지부 소속. 첫 등장시는 고등학교 3학년으로 17세. 3월 12일생. 혈액형은 AB형.
경녀 최고의 갑부가 되고 싶은 쾌활하고 활기찬 소녀. 원래는 체조 선수였는데 가정 형편 문제로 금전적인 성공을 바랄 수 없는 체조를 버리고 경녀에 입문한다. 싸움 타입은 인파이터다. 체조로 단련한 균형 감각과 유연성을 살린 빠르고 교묘한 기술을 무기다. 대표적인 공격은 진공열고로, 누구든 뭐든 멀리 보낼 수 있다.
미야타 사야카(宮田 さやか)
성우 - M·A·O
본작의 메인 히로인. 효고지부 소속의 아웃파이터. 혈액형은 A형. 유도 천재 소녀. 노조미와 마찬가지로 프로의 경녀 선수를 목표로 하고 있다.
노조미의 절친이자 전 유도 챔피언. 가장 유망한 신입 중 한 명이고 가장 빠른 선수로 여겨진다. 싸움 타입은 아웃파이터다. 짧고 하얀 머리에 뒤에 파란 리본이 있고 짙은 파란색 눈을 가지고 있다. 그룹 밖으로 나온 그의 아버지는 청중이 사야카에게 그녀의 동작을 바꾸라고 격려할 때까지 그녀가 유도를 그만두는 것을 반대한다.

### 세토우치 경녀 양성학교
효고현 아와지섬에 위치한 경녀선수 및 경녀기사의 양성학교. 동서에 1교씩 존재하는 경녀양성학교 중 이쪽은 서쪽에 해당한다.

#### 309호실
아오바 카자네(青葉 風音)
성우 - 혼도 카에데
히로시마현 출신의 아웃 파이터. 첫 등장 시점에서 18세. 혈액형은 A형. 포니 테일이 특징적인 몸집이 작은 소녀. 공간 파악력이 높고 속도도 빠르다.
마지막 엉덩이 던지기 내구 테스트에서 말하기 전까지 자신의 사투리를 의식하기 때문에 조용하게 말한다. 그의 포니테일은 그가 말을 걸거나 감정을 느낄 때 반응하여 움직인다. 오른손은 매우 예민하고 엉덩이를 만짐으로써 상대의 능력을 따라 할 수 있는데, "스캔 핸드"라고 부르는 능력이다. 게다가, 훌륭한 전략가이며, 친구들로부터 받은 특별한 능력을 동서전쟁에서 필요로 하는 상황에 이용했다.
토요구치 논(豊口 のん)
성우 - 오오니시 사오리
가고시마현 출신의 카운터 타입. 첫 등장 시점에서 18세. 혈액형은 O형. 천연이 눈에 띄지만 본인은 인정하지 않았다.
인기를 얻고 싶은 시골 소녀. 공격을 흡수하고 반사시킬 수 있는 가장 부드러운 엉덩이와 가슴을 가지고 있다. 카자네와 함께 독특한 억양을 가지고 있다.

#### 엘리트 클래스
입학시험 성적 우수자가 모인 상위 10명의 클래스. 특별 커리큘럼, 수업료 반액 면제, 엘리트 클래스에서 졸업하면 B급 선수로 프로 데뷔할 수 있는 등의 특전이 마련되어 있다.
쿠사카이 미오(日下生 美桜)
성우 - 야마무라 히비쿠
세토우치 경녀 양성학교 11기생·실력 제1위. 나가사키 지부 소속의 인파이터. 첫 등장 시점에서 20세.
엘리트 계급 1위의 선수. 노조미에게 관심이 많은 장난꾸러기 소녀이다. 기술은 가슴을 추처럼 흔들어서 상대방을 꼼짝 못하게 하는 것이다. 그것은 나중에 학교에서 금지되었다. 싸움 스타일은 인파이터다. 긴 금발머리와 밝은 파란색 눈을 가지고 있다.
로쿠도 린(六堂 鈴)
성우 - 타카하시 리에
세토우치 경녀 양성학교 11기생·실력 제2위. 효고현 출신. 첫 등장 시점에서 18세.
경이적인 폐활량을 살린 압도적인 스피드에 절대 자신감을 자랑했고, 엉덩이 심판은 물론 몸짓도 가볍고, 첫견에서는 노조미도 사야카도 눈으로 쫓지 않았다.
카와이 하나비(河合 花火)
성우 - 마에다 레나
세토우치 경녀 양성학교 11기생·실력 제3위. 교토부 출신의 인파이터. 17세.
어렸을 때부터 스포츠 신동으로 여겨졌고, 이로 인해 경녀에 합류한 후 친구를 사귀게 된다. 공격 전략은 상대의 턱을 쳐서 뇌에 충격을 주고 기절시키는 것이다. 공격 스타일은 인파이터다. 짧은 연보라색 머리와 눈을 가지고 있다.
후지사키 코토네(藤崎 琴音)
성우 - 이시가미 시즈카
세토우치 경녀 양성학교 11기생·실력 제4위. 히로시마현 출신. 첫 등장 시점에서 18세.
아마노(天野)
세토우치 경녀 양성학교 11기생·실력 제5위. 작중 미등장이며 7권 권말의 HiP66.5에서 이름만 나왔다.
코가타나 사야(小刀 沙弥)
성우 - 키타가와 리나
세토우치 경녀 양성학교 11기생·실력 제6위. 교토부 출신의 카운터 타입.
요시다 아츠코(吉田 敦子)
성우 - 후지와라 나츠미
세토우치 경녀 양성학교 11기생·실력 제7위. 교토부 출신의 인파이터. 첫 등장 시점에서 21세.
무라타 마리(村田 マリ)
성우 - 사토 사토미
세토우치 경녀 양성학교 11기생·실력 제8위.
츠키시타 우사기(月下 うさぎ)
성우 - 타나카 미나미
세토우치 경녀 양성학교 11기생·실력 제9위.

#### 일반 학생
오오시마 유코(大島 優子)
성우 - 카야마 미사
효고현 출신. 22세. 신장이 높고 근육질로 체격도 좋다.
코니시 하루미(小西 春美)
성우 - 토마리 아스나
클래스 교체 레이스 제1레이스에 출전한 학생.
네모토 쿠루루(根本 くるる)
성우 - 츠즈키 토모코
클래스 교체 레이스 제1레이스에 출전한 학생.
키무라 시즈카(木村 静)
성우 - 나카타 사나에
307호실의 일반 학생에서 스피드스타라고 불리는 아웃파이터. 클래스 교환 레이스 제2레이스에 출전.
미카와 레이(美川 玲)
성우 - 하시모토 치나미
클래스 교체 레이스 제2레이스에 출전한 학생.
고츠이 나나(五津井 奈々)
성우 - 요시다 마사미
클래스 교체 레이스 제3레이스에 출전한 학생.
시마다 아이(島田 哀)
성우 - 마츠다 리사에
클래스 교체 레이스 제4레이스에 출전한 학생.
호리우치 모모(堀内 桃)
성우 - 노구치 루리코
클래스 교체 레이스 제4레이스에 출전한 학생.

#### 교원
우지베 나기사(氏部 凪)
성우 - 안도 마부키
과거에 잘 알려진 경녀 선수이자 상금 여왕 중 한 명이다. 현재는 노조미의 선생님이다. 자신의 진공 버트 캐논 동작을 가장 먼저 알아차렸고, 자신이 직접 사용했기 때문에 공격의 위험성을 알고 있다. 동부에 있는 경녀 양성 학교의 선생님과 경쟁 관계에 있다. 주황색 머리와 눈을 가지고 있고 10대 때 몸무게에 비해 몸무게가 많이 나간다.
후루카와 츠바사(古川 翼)
전 A급 선수.
코바야카와 미쿠(小早川 未来)
성우 - 히카사 요코
전 S급 선수.
호쿠토 히토미(北斗 瞳)
성우 - 키무라 아키코
전 A급 선수.

#### 세토우치 경녀 양성학교의 입학 시험을 봤지만 입학하지 못한 인물
하시모토 미호(橋本 美歩)
성우 - 이이다 유코
야미쿠모 사치코(闇雲 幸子)
성우 - 스와 아야카

### 스루가 경녀 양성학교
스루가에 위치한 동쪽의 경녀 양성학교. 세토우치 경녀 양성학교와의 과거 10년에 있어서의 동서전에서는 전승을 자랑하고 있다.
사카시로 마야(坂城 真夜)
성우 - 카와스미 아야코
스루가 경녀 양성 학교·실력 제2위. 카운터 타입. 첫 등장 시점에서 20세.
호오인 사나에(鳳凰院 早苗)
성우 - 하야마 이쿠미
스루가 경녀 양성 학교·실력 제3위. 아웃 파이터.
무로마치 히카리(室町 光)
성우 - 아사쿠라 아즈미
스루가 경녀 양성학교·실력 제4위. 아웃 파이터.
쿠로기리 아야세(黒霧 綾瀬)
성우 - 타네자키 아츠미
스루가 경녀 양성 학교·실력 제5위. 인파이터.
나나세 나미(七瀬 奈美)
성우 - 이구치 유카
스루가 경녀 양성 학교·실력 제6위. 카운터 타입.
모리모토 미도리(森本 緑)
성우 - 키무라 쥬리
스루가 경녀 양성학교·실력 제7위. 인파이터.
이토에다 마이(糸枝 舞)
성우 - 유키 카나
히구치 케이(火口 京)
성우 - 야하기 사유리
스루가 경녀 양성 학교·실력 제9위. 카운터 타입.
후유조라 아카리(冬空 星天)
성우 - 스즈키 에리
스루가 경녀 양성 학교·실력 제10위.
후유조라 카호(冬空 叶星)
성우 - 타나카 마나미
스루가 경녀 양성 학교·실력 제11위.
하나야마 사키(花山 咲)
성우 - 무라나카 토모
스루가 경녀 양성학교·실력 제12위. 인파이터.
요코스기 타에(横杉 妙)
성우 - 이이다 유코
스루가 경녀 양성 학교·실력 제13위. 인파이터.
사카시로 아야코(坂城 綾子)
성우 - 후치자키 유리코
스루가 경녀 양성 학교·교육 총 책임자(코치). 2004년에 라이벌 우지베 나기사를 쫓아 현역을 은퇴해 교원이 된다.

### 오덩이
상금 여왕을 포함한 일본 경녀계의 정점에 군림하는 5명의 경녀 선수. 전원 동일본에 있는 지부에 소속된 S급 선수이다.
츠루기 휴유유(剣 ふゆゆ)
카운터 타입.
유즈키 이쿠미(雪月 いくみ)
인파이터.
쿠자쿠 나키(孔雀 ナキ)
인파이터.
호시데 히카루(星出 ヒカル)
인파이터.
린도 미사키(竜胆 ミサキ)
인파이터.

### 그 외의 등장인물
사사키 준(佐々木 潤)
성우 - 테즈카 히로미치
경녀를 취급하는 매체의 남성 기자.
시오미 사토미(塩見 さとみ)
성우 - 사토 사토미
경녀를 취급하는 매체의 여성 기자.
미야타 무소(宮田 無双)
성우 - 오노 아츠시
사야카의 아버지.
미야타 야스코(宮田やすこ)
성우 - 신도 나오미
미야타 무소의 아내. 원작에서는 이름이 없었으나 TV 애니메이션에서 미야타 야스코라는 이름이 주어졌다.

## 경녀의 규칙
- 1 레이스당 기본 6명으로 실시한다. 다만 예외도 있어, 유즈키 이쿠미의 엉덩이 졸제의 결승전은 7명으로 행해졌다.
- 제한 시간은 5분 (예외도 있음).
- 상대를 공격할 때는 엉덩이와 가슴만으로 해야 한다. 팔다리 등 엉덩이와 가슴 이외의 부위를 사용한 공격은 반칙 행위이며 실격, 최하위가 된다. 반년간에 2회 반칙을 하면 출장 정지 처분이 된다. 팀전의 제11회 동서전에서는, 혼자라도 반칙행위를 하면 팀 자체가 반칙 패배가 되었다.
- 패퇴는 이하의 3종류.

1. 낙수 - 랜드 밖의 수역에 신체가 착수하면 패퇴가 된다. 다만, 수영복 부분만의 착수는 낙수가 되지 않는다. 엉덩이 졸제 2차 예선의 1조로, 사야카가 브래지어를 랜드 밖의 물에 담그고, 다리를 사용해 브래지어를 들어 올려 공작 나키를 향해 물을 걸었다.
2. 전도 - 다리의 평 이외의 모든 신체 부위가 랜드에 접촉하면 패퇴가 된다. 입체형의 랜드로 세워진 부분에도 적용되어 다리의 평 이외의 부위와 접촉한 것만으로 전도로 볼 수 있다.
3. 오버 에로 - 착용하고 있는 수영복의 파손률이 80% 이상이 되면 패퇴가 된다. 80%는 기준이며, 실제 판정은 심판이 행한다. 「이상의 파손은 오버 에로가 된다」라고 하는 단계에서, 미리 「옐로우 에로」라고 경고하는 경우가 있다.

- 패퇴순으로 순위가 확정되어 패퇴하지 않은 선수가 1명이 된 시점에서 레이스 종료. 그 남은 선수가 1위가 된다. 패퇴하지 않은 선수가 2명 이상 상태에서 시간이 끊어진 경우에는 더 많은 다른 선수를 패퇴시킨 선수가 상위가 된다. 패퇴시킨 선수가 동수인 경우는 동착이 된다.
- 레이스 전에 미리 신체의 표면이나 수영복 속에 액체나 분말 등을 투입하는 것은 인정되고 있다. 작중에서는 무로마치 히카리는 가슴에 오일, 오야 리쿤은 엉덩이에 약초를 넣고 있었다.

## 서지 정보
- 소라요미 다이치 《경녀!!!!!!!!》 쇼가쿠칸 〈소년 선데이 코믹스〉, 전 18권
  1. 2013년 11월 18일 발매[小 1], ISBN 978-4-09-124505-2
  2. 2014년 2월 18일 발매[小 2], ISBN 978-4-09-124565-6
  3. 2014년 5월 18일 발매[小 3], ISBN 978-4-09-124645-5
  4. 2014년 8월 18일 발매[小 4], ISBN 978-4-09-125080-3
  5. 2014년 11월 18일 발매[小 5], ISBN 978-4-09-125373-6
  6. 2015년 2월 18일 발매[小 6], ISBN 978-4-09-125598-3
  7. 2015년 5월 18일 발매[小 7], ISBN 978-4-09-125839-7
  8. 2015년 8월 18일 발매[小 8], ISBN 978-4-09-126208-0
  9. 2015년 11월 18일 발매[小 9], ISBN 978-4-09-126487-9
  10. 2016년 2월 18일 발매[小 10], ISBN 978-4-09-126777-1
  11. 2016년 5월 18일 발매[小 11], ISBN 978-4-09-127137-2
  12. 2016년 9월 16일 발매[小 12], ISBN 978-4-09-127337-6
  13. 2016년 10월 18일 발매[小 13], ISBN 978-4-09-127409-0
  14. 2016년 12월 16일 발매[小 14], ISBN 978-4-09-127423-6
  15. 2017년 3월 17일 발매[小 15], ISBN 978-4-09-127506-6
  16. 2017년 5월 18일 발매[小 16], ISBN 978-4-09-127565-3
  17. 2017년 6월 16일 발매[小 17], ISBN 978-4-09-127580-6
  18. 2017년 7월 18일 발매[小 18], ISBN 978-4-09-127725-1

## TV 애니메이션
2016년 2월 10일 발매의 주간 소년 선데이 11호에서 TV 애니메이션화가 발표되어, 2016년 10월부터 12월까지 TOKYO MX·BS11 등에서 방송되었다. 원작에서 대체로 양성학교편에 상당하는 범위가 그려졌다. 간사이에서의 지상파 방송에 대해서는, 조정했지만 실현되지 않았다고 한다.
작가에 의하면, 담당 편집자로부터, 일부 애니메이션 회사로부터 경녀를 애니화하고 싶다고 이야기가 오고 있다고 들었고, 처음에는 농담이라고 생각했지만, "엉덩이 액션은 좀처럼 없기 때문에 도전해 보고 싶다! 라는 것일지도 모른다"라고 하는 담당 편집자의 말에 납득해, "그런 것이라면 자유롭게 애니메이션으로 해 주세요. 나로부터 애니메이션에 대한 요망등은 일절 없기 때문에! 뭐라면 주인공 포함해, 전부 오리지날 캐릭터라도 상관 없습니다. 마음껏 도전해 최고의 작품을 만들어 주세요"라고 대답을 한 것이 애니메이션화 기획의 스타트였다고 한다.

### 스태프
- 원작 - 소라요미 다이치(空詠大智)
- 감독 - 타카하시 히데야(髙橋秀弥)
- 시리즈 구성 - 카토 타카오(加戸誉夫)
- 캐릭터 디자인 - 나카노 케이야(中野圭哉)
- 프롭 디자인 - 하라 토시토모(原由知)
- 총작화 감독 - 토키와 켄타로(常盤健太郎)(8~11화)
- 미술 감독 - 사카가미 히로후미(坂上裕文), 카토 히로시(加藤浩)
- 미술 디자인 - 요네카와 신고(米川信悟)
- 색채 설정 - 키타바야시 치아키(北林千明)
- 촬영 감독 - 모로오카 타쿠마(師岡拓磨)
- 편집 - 마츠무라 마사히로(師岡拓磨ㅍ)
- 음향 감독 - 하마노 타카토시(濱野高年)
- 음악 - 마츠오 하야토(松尾早人)
- 프로듀서 - 나카야마 노부히로(中山信宏), 후쿠다 준(福田順), 치노 타카토시(千野孝敏), 오카무라 타케마(岡村武真), 우스쿠라 류타로(臼倉竜太郎), 하야시 토시야스(林俊安), 아이타니 아츠시(藍谷厚史)
- 애니메이션 프로듀서 - 니시자와 마사토모(西沢正智)
- 애니메이션 제작 - XEBEC
- 제작 - 일본 경녀 진흥회(워너 브라더스 재팬, KLOCKWORX, XEBEC, 소츠, 란티스, 메디코스 엔터테인먼트, 오사카 방송, 일본내레이션연기연구소)

### 주제가
DREAM×SCRAMBLE!
AiRI에 의한 오프닝 테마. 작사는 마사키 에리카, 작곡·편곡은 혼다 유키.
Fantas/HIP Girlfriends!
카미나시 노조미(Lynn), 미야타 사야카(M·A·O), 아오바 카자네(혼도 카에데), 토요구치 논(오오니시 사오리)에 의한 엔딩 테마. 작사는 후지바야시 쇼코, 작곡·편곡은 와타나베 체루.

### 방영 목록
| 화수   | 제목                                               | 각본            | 그림 콘티                               | 연출              | 작화감독 | 방송일          |
| ------ | -------------------------------------------------- | --------------- | --------------------------------------- | ----------------- | --- | --------------- |
| 제1화  | 瀬戸内競女養成学校!!!! 세토우치 경녀 육성 학교!!!! | 카토 타카오     | 타카하시 히데야                         | 카와사키 유타카   | 이시하라 미츠루 타카미 아키오                                                                                         | 2016년 10월 6일 |
| 제2화  | 団結のヒップトス!!!! 단결의 힙 토스!!!!            | 마루카와 나오코 | 요시카와 히로아키                       | 나카시게 슌스케   | 하기와라 마사토 타나카 미호 타카미 아키오                                                                             | 10월 13일       |
| 제3화  | 真空烈尻!!!! 진공렬고!!!!                          | 이시다 타케유키 | 나가사와 츠요시                         | 나가사와 츠요시   | 키쿠치 토시히로 타카미 아키오                                                                                         | 10월 20일       |
| 제4화  | 最速尻定戦!!!! 최속 엉덩이 결정전!!!!              | 이시다 타케유키 | 토야마 소우 카토 타카오 나가사와 츠요시 | 우치보시 유타     | 타케구치 켄지 오오가와라 하루오 타카미 아키오                                                                         | 10월 27일       |
| 제5화  | ケルベロス!!!! 풀 오토 케르베로스!!!!              | 마루카와 나오코 | 아키토시 타카하시 히데야                | 카와사키 유타카   | 이치노세 유리 | 11월 3일        |
| 제6화  | 魅惑の京都合宿!!!! 매혹의 교토 합숙!!!!            | 카토 타카오     | 카토 타카오                             | 타카하시 유키오   | 이시이 아키하루 하기와라 세이지 타카오카 키이치                                                                       | 11월 10일       |
| 제7화  | カブの導く先!!!! 무가 이끄는 곳!!!!                | 카토 타카오     | 카토 타카오                             | 손승희            | 이시하라 미츠루 타카미 아키오                                                                                         | 11월 17일       |
| 제8화  | 波乱必至の東西戦!!!! 파란필지의 동서전!!!!         | 마루카와 나오코 | 카토 타카오                             | 히가시 료스케     | 하기와라 마사토 시미즈 타쿠마 타카하시 요시에 박창환                                                                  | 11월 24일       |
| 제9화  | ジャングルジムの覇者!!!! 정글짐의 제패자!!!!       | 마루카와 나오코 | 나가사와 츠요시                         | 나가사와 츠요시   | 쿠츠자와 요코 토쿠다 타쿠야 소토야마 요스케 나카노 케이야 칸베 히로유키 호소다 사오리 후지타 마사유키 오쿠이시 아키라 | 12월 1일        |
| 제10화 | 東西戦第二レース!!!! 동서전 제2레이스!!!!          | 이시다 타케유키 | 아키토시 타카하시 히데야                | 이이무라 마사유키 | 타케구치 켄지 하기와라 세이지 타카미 아키오                                                                           | 12월 8일        |
| 제11화 | 決戦の城!!!! 결전의 성!!!!                         | 카토 타카오     | 카토 타카오                             | 츠쿠시 다이스케   | 이시하라 미츠루 이치노세 유리 김해숙 박창환 박대열 소토야마 요스케 타카미 아키오                                      | 12월 15일       |
| 제12화 | 熱戦終尻!!!! 열전종고!!!!                          | 카토 타카오     | 타카하시 히데야 나가사와 츠요시         | 타카하시 히데야   | 이시하라 미츠루 야마오카 신이치 쿠츠자와 요코 시미즈 요이치                                                           | 12월 22일       |